# Paul Mathéry
Ne doit pas être confondu avec Paul Mathey.
Paul Mathéry, né le 7 septembre 1907 à Neuve-Église, est un résistant français d’origine alsacienne ayant fourni de faux papiers à des enfants juifs pendant l’occupation et qui meurt en déportation à Melk en 1944.

## Biographie
Paul Mathéry est le fils de Paul Mathéry, maçon, et de Marie Humbert, ouvrière cigarière.
Il se marie en 1932 avec Lucie Élise Jung et devient père d’une petite fille, Marie-Thérèse, avant de s’installer en Seine-et-Marne à Avon où il occupe un poste de secrétaire de mairie.
Paul Mathéry adhère au réseau de résistance Vélite-Thermopyles,,.
De concert avec d’autres membres du conseil municipal, il fournit de faux papiers d’identité et d’alimentation à des enfants juifs cachés par le Père Jacques dans le collège d’Avon.
Le 15 janvier 1944, il est arrêté, en même temps que le Père Jacques, par la Gestapo et emprisonné à Compiègne. Le 6 avril 1944, Paul Mathéry est déporté au camp de concentration de Mauthausen, au Kommando de Melk où il meurt le 2 août 1944.

## Reconnaissance
- Cette histoire est la trame du film Au revoir les enfants de Louis Malle.

- L’école maternelle d’Avon porte le nom de Paul Mathéry [4].

## Distinctions
- Le 21 janvier 2002, Yad Vashem décerne à Paul Mathéry le titre de Juste parmi les Nations[5],[2].
- Chevalier de la Légion d'honneur (19 avril 1958)[6].
- Médaille de la Résistance française par décret du 20 novembre 1946[7]